# Brian France

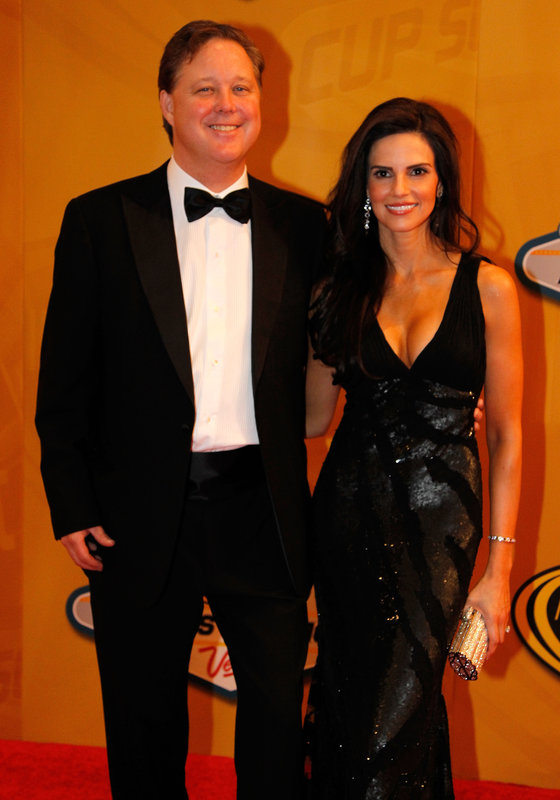
Brian France

Brian France (* 2. August 1962) ist ein amerikanischer CEO und ehemaliger Geschäftsführer der NASCAR, der größten Motorsportvereinigung in den USA. Er übernahm die Position von seinem Vater Bill France junior im Jahre 2003. Zuvor war er bereits Manager in der Marketing-Abteilung und an der Etablierung der Craftsman Truck Series beteiligt.
France ist zudem der Geschäftsführer von Brandsense, einem Marketingunternehmen, zu dessen Kunden Tony Stewart, die Goodyear Tire & Rubber Company sowie Britney Spears gehören.

## Karriere-Höhepunkte
- Das Magazin Sporting News wählte France 2005 zu einem der fünf mächtigsten Männer im Sportgeschäft.
- France überwachte die Einführung des Chase for the Cup im Jahre 2004.[1]
- France ist Mitbegründer der Craftsman Truck Series 1995.

## Kontroversen
NASCAR-Fans waren über die Änderungen in der NASCAR empört, zum Beispiel über das Ende der NASCAR-Rennen auf dem North Carolina Speedway, den Wegfall des Southern 500 auf dem Darlington Raceway, die Ankunft von Toyota als nicht-amerikanischer Hersteller, den Versuch die Meisterschaft von Matt Kenseth zu diskreditieren und die Einführung des Car of Tomorrow. France wurde zu einem Symbol von alledem, was die Fans an der Entwicklung des Sports nicht mögen.
France wurde ebenfalls dafür kritisiert, dass in seiner Amtszeit NASCAR gleich mit zwei Gerichtsprozessen überzogen wurde, bei denen Rennstrecken versucht haben, Rennen gerichtlich einzuklagen.
Die Kontroverse um das Car of Tomorrow hielt auch nach den ersten Rennen nach dessen Einführung in der Saison 2007 an, da es sowohl bei den Fans als auch bei den Fahrern unbeliebt ist.
France versuchte zusammen mit der im Familienbesitz befindlichen International Speedway Corporation neue Rennstrecken in der Nähe von New York und des Kitsap Countys zu errichten, für die er bereits Termine im Rennkalender reserviert hatte. Allerdings gerieten diese Bemühungen nach dem Widerstand in der Bevölkerung ins Stocken.